# Dent de Lys
Der Dent de Lys ist ein 2014 m ü. M. hoher Berggipfel in den Freiburger Voralpen im Schweizer Kanton Freiburg. Bestiegen wird er meist vom Pass Col de Lys (1779 m ü. M.) aus, über welchen man den Gipfel über den Südwestgrat erreichen kann.

## Geographie

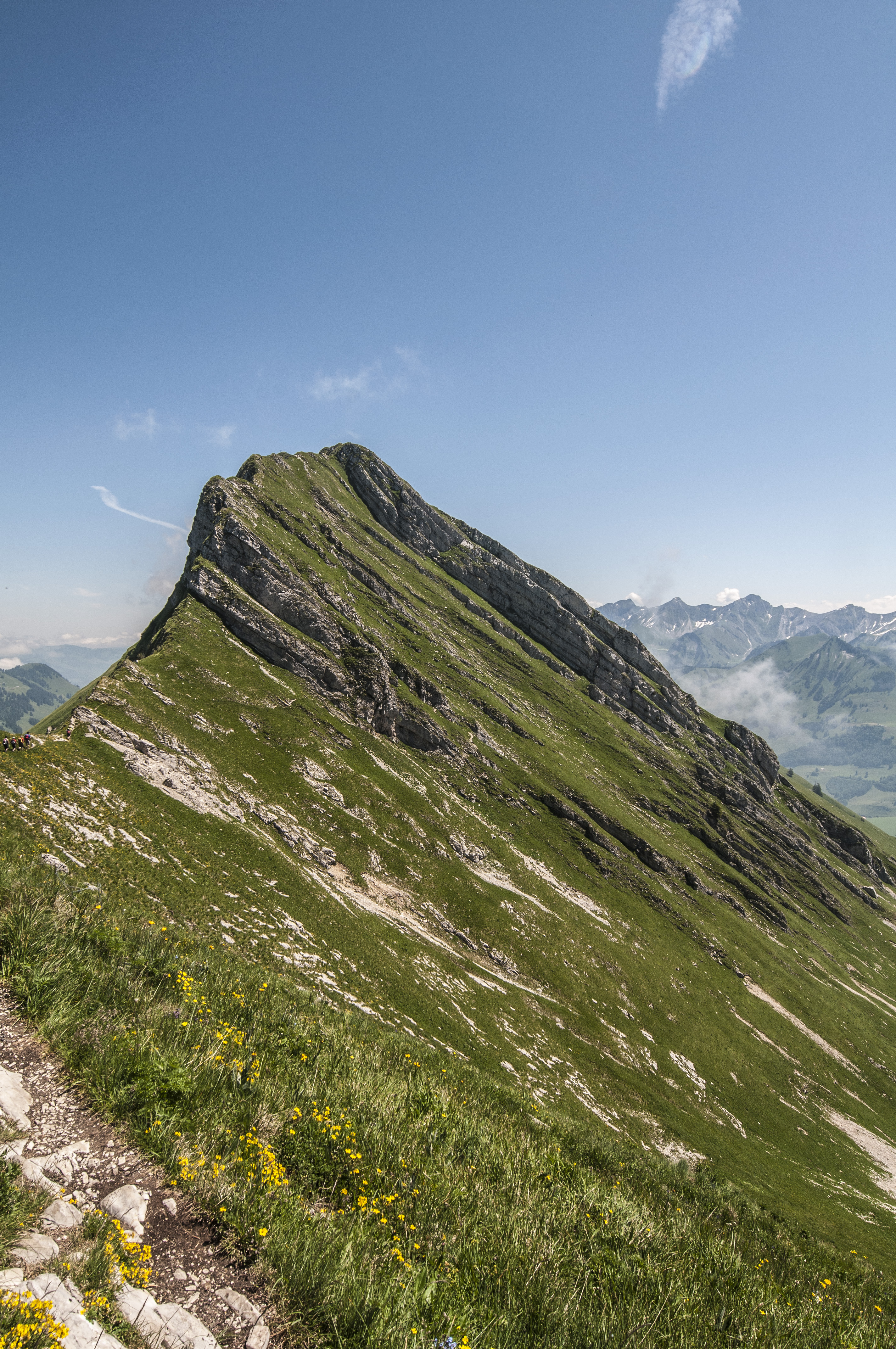
Dent de Lys vom Grat aus gesehen

Der Dent de Lys ist der einzige Zweitausender einer Bergkette der Freiburger Voralpen, die sich vom Col de Jaman (1512 m) im Süden bis zur tiefsten Einsattelung zwischen Dent de Lys und Moléson im Norden (1493 m) in Nord-Süd-Richtung erstreckt. Südlicher auf der Bergkette befinden sich Folliu Borna (1848 m ü. M.), Vanil des Artses (1992 m ü. M.) und Cape au Moine (1941 m ü. M.). Die bedeutenden Nebengipfel des Dent de Lys sind im Nordosten Grand Sex (1907 m ü. M.; Schartenhöhe 102 m) und Vanil Blanc (1828 m ü. M.; Schartenhöhe 62 m) und im Westen der Pt. 1608 m (Schartenhöhe über 70 m) und Le Barlattey (1630 m ü. M.; Schartenhöhe ca. 95 m). Der Dent de Lys bildet die natürliche Grenze zwischen den Gemeinden Châtel-Saint-Denis auf der westlichen und Haut-Intyamon im Tal des Hongrin auf der östlichen Seite. Der Berg ist Quellgebiet der beiden Quellflüsse der Veveyse, der Veveyse de Châtel und der Veveyse de Fégire, die zunächst westlich und, nach ihrer Vereinigung, südwestlich in den Genfersee entwässern. Am Dent de Lys entspringt ebenfalls die Marive, die nach Osten hin in die Saane fliesst.